# Fijezas
Fijezas fue una revista, de corte académico, fundada en Costa Rica a finales de 1999 por Gustavo Solórzano Alfaro y Mauricio Vargas Ortega. Únicamente se editaron dos números, debido a la falta de presupuesto. El estilo de la revista iba dirigido a un público con amplios conocimientos en los campos de la teoría y crítica literarias, así como otras artes: cine, música y pintura. Sus fundadores buscaron generar un espacio de discusión que permitiera a la cultura costarricense un mayor desarrollo.
Colaboraron en la revista estudiantes de Letras de la Universidad de Costa Rica, tales como Keylor Murillo y Osvaldo González; así como otros importantes creadores: Jurgen Ureña, del ámbito del cine; Jorge Albán, del mundo de la fotografía y Gabrio Zapelli, Tamara Díaz Bringas y Crístofer Hernández, del terreno de la plástica. 
Una de las características de la revista era su formato, el cual era completamente artesanal y diferente cada vez, pues se pretendía que este tuviera valor estético por sí mismo. Además, la edición era limitada, lo cual aseguró su venta total durante las presentaciones de ambos números. Aparte de la versión impresa, la revista también tenía su versión digital en Internet. 
Por otra parte, Fijezas se planteaba como un grupo cultural cuyo objetivo era desarrollar actividades artísticas y ciclos de debates. Fue así como el grupo, apoyado por la Alianza Francesa, el Centro Cultural de México (hoy Instituto México) y el Ministerio de Cultura y el CENAC, realizó las presentaciones de los dos números, organizó ciclos de cines, recitales de poesía y música y desarrolló un ciclo de conferencias donde se polemizaba sobre temas relacionados con el arte y la sociedad contemporánea. De estas conferencias saldría el tercer número, el cual quedó editado, pero no se imprimió. A finales del año 2000 el grupo se disolvió.

## Críticas y reseñas
- "La revista Fijezas es una publicación nueva, independiente, de singular calidad gráfica y de un alto nivel de exigencia en el contenido, que brinda una tribuna para ese género de creación tan menospreciado e incomprendido que es la crítica. El primer número ni siquiera pudo llegar a las librerías porque se agotó el mismo día de la presentación, lo cual demuestra que una revista como esta ya hacía falta." (...) "Para que haya una crítica literaria que esté a la altura de los mismos textos de que se ocupa, es necesario crear primero un espacio abierto (...) En Costa Rica ya tenemos ese espacio: la revista Fijezas. La idea de fundar una revista dedicada a la crítica, rondó desde hace muchos años la cabeza de Gustavo Solórzano Alfaro y Mauricio Vargas Ortega (...) el sueño se hizo realidad y el primer número de Fijezas fue presentado el 13 de abril en el Centro Cultural de México." (...)

Carlos Porras, "El espacio que hacía falta", Tiempos del Mundo, San José, Costa Rica, jueves 20 de abril de 2000, p. A14.
- They were dissatisfied. But in Costa Rica´s limited and limiting artistic world, beign dissatisfied is not a common or popular thing to do. And what´s still less common and popular is to get off one´s duff and do something to bury it - or at least fight it. That´s what a group of young writers and fine artists, all studentes at the University of Costa Rica, have dicided to do. Writers Maurico Vargas Ortega, Gustavo Solórzano Alfaro, Keylor Murillo and Osvaldo González; and painter Crístofer Hernández, recently launched their own journal, Fijezas, whose first issue was presented April 13 at Mexican Cultural Center in Los Yoses. (...) Fijezas´ first issue - a tastefully produced, artisan-like publication- had a limited print run of 100, but more copies will be made if requested". (...)

Mauricio Espinoza, "The fingerprints of dissatisfaction", The Tico Times, San José, Costa Rica, 28 de abril de 2000, p. W-4.
- "Fijezas es un proyecto de estudiantes de letras y artes de la Universidad de Costa Rica, un espacio independiente creado para que estos publiquen sus producciones críticas y ensayísticas. En su primer número incluyó estudios sobre Borges, Lezama Lima y Joaquín Pasos, entre otros. Un segundo número ha aparecido recientemente." (...)

"Revistero", Áncora, La Nación, San José, Costa Rica, 18 de febrero de 2001, p. 6.
- "Dentro de esta tendencia [revistas contraculturales] se sitúa Fijezas, de breve circulación (2000), fundada, dirigida y editada por Gustavo Solórzano Alfaro y Mauricio Vargas Ortega, cuya propuesta estética llama a repensar el arte como espacio de salvación y resistencia."

Flora Ovares, Crónicas de lo efímero. Revistas literarias en Costa Rica, San José: EUNED, 2011, p. 328.